# Cuts, Oise

Cuts este o comună în departamentul Oise, Franța. În 1 ianuarie 2022 avea o populație de 955 de locuitori.